# Dušan Magula
Dušan Magula (* 17. června 1964) je bývalý slovenský fotbalista.

## Fotbalová kariéra
V československé lize hrál za Slovan Bratislava. Nastoupil v 5 ligových utkáních, gól v nejvyšší soutěži nedal. Ve druhé lize hrál za ZŤS Petržalka, Slovan Bratislava a Spoje Bratislava, odehrál 85 utkání a dal 23 gólů.

## Ligová bilance
| Ročník                                   | Zápasy | Góly | Klub              |
| ---------------------------------------- | ------ | ---- | ----------------- |
| 1. československá fotbalová liga 1984/85 | 5      | 0    | Slovan Bratislava |
| CELKEM                                   | 5      | 0    |                   |